# حارة مصنع شملان (صنعاء همدان)

تعديل مصدري - تعديل

حارة حارة مصنع شملان هي إحدى حارات حي شملان بضواحي صنعاء مديرية همدان، بلغ تعداد سكانها 1313 نسمة حسب تعداد اليمن لعام 2004.